# Tombulu
Tombulu ist eine in Nordsulawesi in der Region von Tomohon gesprochene Sprache. Sie gehört zu den philippinischen Sprachen der malayo-polynesischen Sprachen innerhalb der austronesischen Sprachen.
Die Sprache ist am nächsten verwandt mit Tondano und Tonsea.